# Dojo
 Der er for få eller ingen kildehenvisninger i denne artikel, hvilket er et problem. Du kan hjælpe ved at angive troværdige kilder til de påstande, som fremføres i artiklen.

Dojo er en japansk betegnelse for et træningssted, beregnet til udøvelse af en vej, især kendt fra japansk budo.[kilde mangler]
Oversætter man tegnene i dojo et for et ...
- 道 do – vej, måde, lære
- 場 jo – sted, placering

... betyder det "stedet for vejen".[kilde mangler]
Inden for zenbuddhisme bruger man ordene zendo (禅道) og dojo synonymt, som betegnelse for en hal til meditation.[kilde mangler]

## Indretning
Traditionerne omkring indretning af dojo varierer fra stilart til stilart og fra skole til skole. Nogle anvender et billede af grundlæggeren af den stilart der trænes og dets placering kan omtales som shomen (正面) – "forreste side". Nogle stilarter inkorporerer shinto-traditioner og har et lille alter, såkaldt kamidana (神棚), og denne placering kan betegnes som shinden (神殿).[kilde mangler]
Væggen modsat kaldes shimoza (下座) – den lave side – og her vil indgangen typisk være.
Står man med front til shomen/shinden kaldes væggen til højre for joseki eller kamiza (上席) – det øverste sæde, og væggen til venstre shimoseki (下席) – det laveste sæde. Traditionelt sidder eleverne med front til shomen/shinden og efter ancienitet eller rangorden med de højest graduerede op mod joseki og de lavest graduerede ned mod shimoseki.[kilde mangler]

## Honbu Dojo
Honbu Dōjō (本部道場) er en betegnelse for hovedskolen og hovedkvarteret for en given stilart, omend ikke alle bruger navnet. Inden for judo er den tilsvarende betegnelse Kodokan.[kilde mangler]

### Eksempler på dojo
- Aikikai Honbu Dojo
- Butokuden
- Kodokan
- Shotokan
- Yoshinkan Honbu Dojo